# حزمة ولف (فلم)
حزمة ولف هو فيلم وثائقي تم إنتاجه في الولايات المتحدة وصدر في سنة 2015.

## وصلات خارجية
- مقالات تستعمل روابط فنية بلا صلة مع ويكي بيانات